# Dangyuja

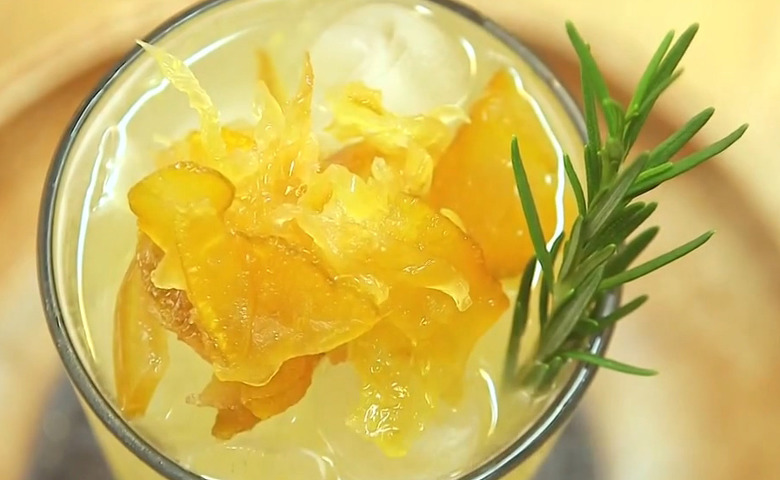
Dangyuja-limonade

De dangyuja is een citrusvrucht die oorspronkelijk alleen op het Zuid-Koreaanse eiland Jeju groeit. De vrucht lijkt qua uiterlijk, structuur en smaak op de yuzu maar is verwant aan de pompelmoes. Deze donkergele tot oranje-gele vrucht groeit aan een groenblijvende loofboom die zo'n zes meter hoog kan worden. Met de vrucht wordt o.a. thee gezet, limonade gemengd en marmelade gemaakt. Ook wordt de vrucht ingezet in de volksgeneeskunde.